# 1er août
Pour les articles homonymes, voir Premier-Août.
1er juillet 1er septembre
Chronologies thématiques
- Croisades
- Ferroviaires
- Sports
- Disney
- Anarchisme
- Catholicisme

Abréviations / Voir aussi
- (° 1852) = né en 1852
- († 1885) = mort en 1885
- a.s. = calendrier julien
- n.s. = calendrier grégorien
- Calendrier
- Calendrier perpétuel
- Liste de calendriers
- Naissances du jour

Le 1er août ou 1er aout est le 213e jour de l’année du calendrier grégorien, 214e lorsqu'elle est bissextile, il en reste ensuite 152.
Son équivalent était généralement le 14 thermidor du calendrier républicain / révolutionnaire français, officiellement dénommé jour du basilic (la plante).

## Événements
- 30 av. J.-C. : Octavien prend Alexandrie. Cléopâtre VII, enfermée dans un tombeau, fait courir le bruit de sa mort. Marc Antoine, qui la croit morte, se suicide[2]. Fin de la Guerre civile.

### VIIesiècle
- 608 : une colonne dite de Phocas est placée dans le Forum de Rome.

### Xesiècle
- 939 : bataille de Trans (victoire des Bretons sur les Vikings).

### XIIIesiècle
- 1291 : date symbolique de signature du Pacte fédéral, pacte fondateur de la Suisse.

### XVesiècle
- 1469 : Louis XI fonde l'ordre de Saint-Michel, à Amboise.

### XVIesiècle
- 1589 : assassinat au poignard de Henri III de France, qui mourra le lendemain, par le moine dominicain Jacques Clément[3].

### XVIIesiècle
- 1664 : bataille de Saint-Gothard (première guerre austro-turque).

### XVIIIesiècle
- 1759 : bataille de Minden.
- 1798 : bataille d’Aboukir (campagne d'Égypte).

### XIXesiècle
- 1808 : Joachim Murat devient roi de Naples.
- 1834 : abolition de l'esclavage dans une grande partie de l'empire colonial britannique (Slavery Abolition Act 1833)
- 1876 : le Colorado devient le 36e État de l’Union.

### XXesiècle
- 1914 : l’Allemagne déclare la guerre à la Russie (Première Guerre mondiale).
- 1919 : fin de la république des conseils de Hongrie.
- 1927 : fondation de l’Armée populaire de libération chinoise.
- 1944 : début de l’insurrection de Varsovie.
- 1947 : résolution no 27 du conseil de sécurité des Nations unies, relative à la question indonésienne.
- 1950 : abdication du roi des Belges Léopold III.
- 1957 : création du Commandement de la défense aérospatiale de l'Amérique du Nord (NORAD).
- 1960 : indépendance du Bénin.
- 1975 : accords d'Helsinki, dans le cadre de la CSCE.
- 1979 : accord d’association libre entre les Îles Marshall et les États-Unis.
- 1990 : Jelio Jeliev devient président de la République de Bulgarie.

### XXIesiècle
- 2010 : entrée en vigueur de la Convention sur les armes à sous-munitions.
- 2013 : faisant un usage inédit de ses prérogatives constitutionnelles, le gouverneur général des Tuvalu, Sir Iakoba Italeli, limoge le Premier ministre Willy Telavi et nomme Enele Sopoaga Premier ministre par intérim.
- 2014 : entrée en vigueur de la Convention du Conseil de l'Europe sur la prévention et la lutte contre la violence à l'égard des femmes et la violence domestique.
- 2016 : Guðni Th. Jóhannesson devient le président de l'Islande.
- 2019 : le régime syrien annonce un cessez-le-feu dans la région d'Idlib, après trois mois de combats indécis et près de 3 000 morts, combattants et civils.

## Arts, culture et religion
- 1740 : première interprétation en public de l’hymne anglais Rule, Britannia!.
- 1936 : première de l' hymne olympique de Richard Strauss à l'occasion de la cérémonie d'ouverture des J.O. d'été à Berlin en son stade olympique.

## Sciences et techniques
- 2018 : une médaille Fields est remise à chacun de Caucher Birkar, Alessio Figalli, Peter Scholze et Akshay Venkatesh.

## Économie et société
- 1926 : fondation du club de football de Napoli.
- 2020 : mise en service de la première centrale nucléaire du monde arabe à Barakah aux Émirats arabes unis.

## Naissances

### Iersiècleav. J.-C.
- 10 av. J.-C. : Claude (1er), Lyonnais contemporain du Christ, 4e empereur romain de 41 à sa mort († 13 octobre 54 de notre ère).

### IIesiècle
- 126 : Pertinax, empereur romain en 193 assassiné († 28 mars 193).

### XVIesiècle
- 1520 : Sigismond II Auguste, roi de Pologne et grand-duc de Lituanie de 1548 à 1572 († 7 juillet 1572).
- 1527 : Maximilien de Habsbourg, empereur germanique de 1564 à 1576 († 12 octobre 1576).

### XVIIesiècle
- 1665 : Toussaint-François Rallier du Baty, homme politique français, maire de Rennes de 1695 à 1734, et donc au moment de son grand incendie de décembre 1720 († 25 mars 1734)[4].

### XVIIIesiècle
- 1738 : Jacques François Dugommier, militaire français († 18 novembre 1794).
- 1744 : Jean-Baptiste de Lamarck, naturaliste français († 18 décembre 1829).
- 1779 : Francis Scott Key, poète, avocat, écrivain et parolier américain, auteur des paroles de l'hymne américain The Star-Spangled Banner († 11 janvier 1843).
- 1799 : Sophie Rostopchine, comtesse de Ségur, femme de lettres française († 9 février 1874).

### XIXesiècle
- 1813 : Évariste Huc, religieux français († 31 mars 1860).
- 1815 : Richard Henry Dana, Jr., écrivain, avocat et homme politique américain († 6 janvier 1882).
- 1817 : Richard Dadd, peintre anglais († 7 janvier 1886).
- 1818 : Maria Mitchell, astronome américaine († 28 juin 1889).
- 1819 : Herman Melville, homme de lettres américain († 28 septembre 1891).
- 1825 : Jean-François Florent Seigland, général de brigade français († 20 novembre 1895).
- 1863 : Gaston Doumergue, homme d’État français, président de la République de 1924 à 1931 († 18 juin 1937).
- 1865 : Adolphe Pierre Szelazek, évêque polonais, fondateur d'une congrégation religieuse († 5 février 1950).
- 1866 : Louis Dufourcet, écrivain français († 21 décembre 1941).
- 1875 : Herman Georges Berger, escrimeur français, champion olympique en 1908 († 13 janvier 1924).
- 1878 :
  - Eva Tanguay, chanteuse et artiste de vaudeville d’origine québécoise († 11 janvier 1947).
  - Gabrielle Renard, l'une des modèles favorites d'Auguste Renoir († 26 février 1959).
- 1883 : Edith Pretty, propriétaire terrienne et philanthrope anglaise († 17 décembre 1942).
- 1884 : Saw Sa, médecin, suffragiste et sénatrice birmane († 28 février 1962).
- 1885 : George de Hevesy, chimiste hongrois, prix Nobel de chimie en 1943 († 5 juillet 1966).
- 1888 : Marx Dormoy, homme politique français († 26 juillet 1941).
- 1892 : Kin Narita et Gin Kanie, civiles japonaises centenaires, jumelles les plus âgées du monde († 23 janvier 2000 et 28 février 2001).
- 1894 : Ottavio Bottecchia, cycliste sur route italien († 15 juin 1927).
- 1898 : Morris Stoloff, musicien et compositeur américain († 16 avril 1980).
- 1899 : Jimmy Angel, aviateur et explorateur américain († 8 décembre 1956).

### XXesiècle
- 1914 :
  - J. Lee Thompson (John dit Jack Lee Thompson), réalisateur, scénariste et producteur britannique († 30 août 2002).
  - Bruno Visentini, homme politique italien († 13 février 1995).
- 1916 :
  - Fiorenzo Angelini, prélat italien († 22 novembre 2014).
  - Anne Hébert, femme de lettres scénariste canadienne († 22 janvier 2000).
- 1919 : Stanley Middleton, romancier britannique († 25 juillet 2009).
- 1920 :
  - Gilles Hénault, poète, critique d’art et traducteur québécois († 6 octobre 1996).
  - Sammy Lee, plongeur américain, champion olympique († 2 décembre 2016).
- 1921 : Jack Kramer, joueur de tennis américain († 12 septembre 2009).
- 1922 :
  - Arthur Hill, acteur canadien († 22 octobre 2006).
  - Cristóbal Martínez-Bordiú, chirurgien espagnol, gendre du général Franco († 4 février 1998).
- 1923 : Jean Prat, joueur de rugby à XV français († 25 février 2005).
- 1924 :
  - Frank Worrell, joueur de cricket barbadien puis jamaïcain († 13 mars 1967).
  - Frank Havens, céiste américain, champion olympique († 22 juillet 2018).
  - Abdallah ben Abdelaziz Al Saoud (عبد الله بن عبد العزيز آل سعود), roi d'Arabie saoudite de 2005 à 2015 († 23 janvier 2015).
- 1925 : Ernst Jandl, écrivain, poète, dramaturge, traducteur et artiste graphique autrichien († 9 juin 2000).
- 1926 : Theo Adam, baryton-basse allemand († 10 janvier 2019)
- 1927 : Jean-Louis Blèze, humoriste français († 24 décembre 2012)
- 1930 :
  - Lionel Bart, compositeur et parolier britannique († 3 avril 1999).
  - Pierre Bourdieu, sociologue français († 23 janvier 2002).
  - Harold Connolly, athlète américain, champion olympique du lancer du marteau († 18 août 2010).
  - Doreen Wilber, archère américaine, championne olympique († 19 octobre 2008).
- 1931 : Seán Ó Riada, compositeur irlandais, spécialiste de la musique traditionnelle irlandaise († 3 octobre 1971).
- 1932 : Meir Kahane, homme politique israélo-américain († 5 novembre 1990).
- 1933 : Dom DeLuise, acteur, producteur et réalisateur américain († 4 mai 2009).
- 1934 : Fanny Rodwell (Fanny Vlamynck épouse Rodwell en 2nde noce), coloriste belge, seconde épouse et veuve du dessinateur Hergé des B.D. Tintin, gestionnaire de son œuvre depuis sa mort en 1983 et malgré son remariage à elle.
- 1936 :
  - Yves Saint Laurent, couturier styliste français († 1er juin 2008).
  - Gérard Xuriguera, critique et historien d'art franco-catalan, auteur, organisateur d'expositions, conférencier, président de biennales et créateur de collections de peintures pour des musées.
- 1937 : Christian Bernadac, journaliste et écrivain français († 14 décembre 2003).
- 1938 :
  - Bruno Laplante, baryton québécois.
  - Simone Schwarz-Bart, femme de lettres française.
- 1941 :
  - Nathalie Delon (Francine Canovas dite), actrice française († 21 janvier 2021).
  - Étienne Roda-Gil, parolier et dialoguiste français († 31 mai 2004).
  - Anne-Marie Simond, romancière et auteur de bande dessinée suisse.
- 1942 :
  - Kent Andersson, pilote de moto suédois († 30 août 2006).
  - Jerry García, guitariste américain du groupe Grateful Dead († 9 août 1995).
  - Giancarlo Giannini, acteur, réalisateur, scénariste et producteur italien.
  - Tony Roman, chanteur et producteur de films québécois († 8 juin 2007).
- 1943 : Gérard Gropaiz, nageur français († 6 octobre 2012).
- 1944 : Iouri Romanenko (Юрий Викторович Романенко), cosmonaute soviétique.
- 1946 :
  - Boz Burrell, bassiste anglais des groupes King Crimson et Bad Company († 21 septembre 2006).
  - Richard O. Covey, astronaute américain.
- 1948 : Joyanti Chutia, physicienne indienne.
- 1949 :
  - Kourmanbek Bakiev (Курманбек Сали уулу Бакиев), homme politique kirghize, président du Kirghizistan de 2005 à 2010.
  - Patricia MacDonald (Patricia Bourgeau dite), auteure de romans policiers américaine.
  - Ketevan Losaberidze, archère géorgienne, championne olympique.
- 1950 : Árni Þórarinsson, écrivain islandais.
- 1951 : Tommy Bolin, guitariste de rock américain († 4 décembre 1976).
- 1952 : Zoran Đinđić (Зоран Ђинђић), homme politique serbe, maire de Belgrade en 1997, premier ministre de Serbie de 2001 à sa mort assassiné par des nationalistes pour l'anniversaire de naissance de leur leader Mladic incarcéré depuis († 12 mars 2003).
- 1953 : Robert Cray, guitariste et chanteur de blues américain.
- 1959 : Joe Elliott, chanteur et compositeur britannique du groupe Def Leppard.
- 1960 :
  - Robby Langers, footballeur luxembourgeois.
  - Henry Tillman, boxeur américain, champion olympique.
  - Ann-Kathrin Linsenhoff, cavalière allemande, championne olympique.
- 1961 :
  - Allen Berg, pilote de courses automobile canadien.
  - Danny Blind, footballeur puis entraîneur néerlandais.
  - Peter Evans, nageur australien, champion olympique.
- 1962 :
  - Jesse Garon (Bruno Fumard dit), musicien français, auteur-compositeur-interprète multi-instrumentiste et chanteur de blues, country et rock 'n' roll.
  - Mac Lesggy (Olivier Lesgourgues dit), ingénieur et animateur de télévision français ès vulgarisation scientifique.
- 1963 :
  - Coolio (Artis Ivey dit) rappeur américain.
  - Kōichi Wakata, spationaute japonais.
  - Wendell Young, joueur de hockey puis entraîneur et dirigeant sportif canadien.
- 1964 : Jean-François Tordo, joueur de rugby puis entraîneur français.
- 1965 : Sam Mendes, réalisateur britannique.
- 1966 : Derrick Lewis, basketteur américain naturalisé français.
- 1968 :
  - Stacey Augmon, basketteur américain.
  - Jill Trenary, patineuse artistique de libre dames américaine.
- 1969 : Alain Damasio, écrivain français.
- 1970 : David James, footballeur anglais.
- 1973 : Eduardo Noriega, acteur espagnol.
- 1974 :
  - Don Choa (François Dilhan dit), chanteur français.
  - Beckie Scott, skieuse de fond canadienne, médaillée d’or olympique en 2002 et d’argent en 2006.
- 1975 : Ane Dahl Torp, actrice norvégienne
- 1976 : Hasan Şaş, footballeur turc.
- 1977 :
  - Marc Denis, joueur de hockey sur glace québécois, médaillé d’or au Championnat du monde de 2004.
  - Domingo López-Chaves, matador espagnol.
  - Damien Saez, chanteur français.
  - Alphonse Soro, homme politique ivoirien.
- 1978 : Björn Ferry, biathlète suédois.
- 1979 : Jason Momoa, acteur américain.
- 1980 :
  - Mouloud Achour, journaliste français.
  - Sylvain Armand, footballeur français.
  - Matthías Guðmundsson, footballeur islandais, milieu de terrain.
  - Pénélope Leprévost, cavalière de saut d’obstacles française.
  - Alessandro Mancini, footballeur brésilien.
- 1981 :
  - Wendy Dubbeld, mannequin femme néerlandais.
  - Hans Lindberg, handballeur danois.
- 1982 :
  - Jean-Charles Mattei, patineur de vitesse français.
  - Orelsan (Aurélien Cotentin dit), chanteur rappeur français.
- 1983 :
  - Aurélie Bonnan, basketteuse française.
  - Joan Barreda Bort, pilote de rallye-raid et de motocross espagnol.
- 1984 :
  - Mohamad Fityan, compositeur et musicien syrien.
  - Bastian Schweinsteiger, footballeur allemand.
- 1985 :
  - Sara Giraudeau, comédienne française
  - Adam Jones, joueur de baseball professionnel américain.
  - Tendai Mtawarira, joueur de rugby zimbabwéen.
- 1986 : Elena Vesnina (Еле́на Серге́евна Веснина́), joueuse de tennis russe.
- 1987 : Jakov Fak, biathlète slovène.
- 1988 :
  - Ana Girardot, actrice française.
  - Clémentine Maréchal, anthropologue dinannaise et porte-voix d'Amérindiens (Xetas, Xoklens) du Brésil[5].
  - Nemanja Matić (Немања Матић), footballeur serbe.
- 1989 :
  - Madison Bumgarner, joueur de baseball américain.
  - Konstantinos « Kóstas » Papanikoláou (Κωνσταντίνος Παπανικολάου), basketteur grec.
  - Tiffany (Stephanie Young Hwang dite), chanteuse et danseuse américaine d'origine coréenne.
- 1990 :
  - Alexander Lévy, golfeur français.
  - Alakina Mann, actrice britannique.
  - Jack O'Connell, acteur britannique.
  - Alexa Szvitacs, pongiste handisport hongroise.
  - Kennys Vargas, joueur de baseball portoricain.
- 1991 : Verónica Rodríguez, actrice pornographique vénézuélienne.
- 1992 : 
  - Cyrille Eliezer-Vanerot, basketteur français.
  - Majed Hassan, footballeur émirati.
- 1993 : 
  - Álex Abrines, basketteur espagnol.
  - Mariano Díaz Mejía, footballeur hispano-dominicain.
  - Saleh Gomaa, footballeur égyptien.
  - Alex Gorrin, footballeur espagnol.
  - Leon Thomas III, acteur, auteur-compositeur-interprète et réalisateur artistique américain.
- 1994 :
  - Domenico Berardi, footballeur italien.
  - Gonçalo Paciência, footballeur portugais.
- 1995 :
  - Kim Moon-hwan, footballeur sud-coréen.
  - Leah Neale, nageuse australienne.
- 1996 : 
  - Luxolo Adams, athlète de sprint sud-africain.
  - Katie Boulter, joueuse de tennis britannique.
  - Edu Expósito, footballeur espagnol.
  - Yeonwoo, actrice et chanteuse sud-coréenne.
- 2000 : Kim Chaewon, actrice et chanteuse sud-coréenne.

### XXIesiècle
- 2001 : 
  - Anatoliï Troubine, footballeur ukrainien.
  - Iker Losada, footballeur espagnol.

## Décès

### Iersiècleav. J.-C.
- -30 : Marc Antoine, militaire et consul romain (° 14 janvier 83 av. J.-C.).

### IVesiècle
- 371 : Eusèbe de Verceil, évêque catholique (° 2 mars 283).

### VIesiècle
- 527 : Justin Ier (Flavius Iustinus Augustus en latin ; Φλάβιος Ίουστίνος Αϋγουστος et comme empereur Ίουστίνος Αʹ Ό Μέγας en grec ancien), empereur byzantin d'origine modeste sur le tard, de 518 à cette mort, fondateur d'une dynastie justinienne (° vers 450 ou 452).

### XIesiècle
- 1098 : Adhémar de Monteil, prélat français (° vers 1055).

### XIIesiècle
- 1137 : Louis VI, roi de France de 1108 à 1137 (° 1er décembre 1081).
- 1146 : Vsevolod II, grand-prince de Kiev (° 1104).
- 1190 : Florent III de Hollande, comte de Hollande (° vers 1141).

### XIIIesiècle
- 1227 : Shimazu Tadahisa, daimyo japonais (° 1179).
- 1252 : Jean de Plan Carpin, évêque catholique et explorateur italien (° vers 1182).
- 1299 : Conrad de Lichtenberg, évêque de Strasbourg (° vers 1240).

### XIVesiècle
- 1391 : Gaston III, comte de Foix et vicomte de Béarn (° 30 avril 1331).

### XVIesiècle
- 1543 : Magnus Ier de Saxe-Lauenbourg, duc de Saxe-Lauenbourg (° 1er janvier 1470).
- 1545 : Juan Pardo de Tavera, cardinal espagnol (° 16 mai 1472).
- 1546 : Pierre Favre, jésuite savoyard et cofondateur de la Compagnie de Jésus (° 13 avril 1506) et fêté ces 1er août ci-après.
- 1557 : Olaus Magnus, archevêque suédois (° octobre 1490).
- 1584 : Marcantonio Colonna, condottiere italien (° 1535).
- 1589 : Jacques Clément, assassin d'Henri III (° 1567).

### xviiesiècle
- 1633 : João Rodrigues, prêtre jésuite portugais et missionnaire au Japon et en Chine (° 1558).
- 1638 : Joachim Wtewael, peintre néerlandais (° 1566).

### XVIIIesiècle
- 1701 : Jan Chryzostom Pasek, écrivain et soldat polonais (° 1636).
- 1714 : Anne Ire, reine de Grande-Bretagne de 1702 à sa mort (° 6 février 1665).
- 1750 : Józef Czartoryski, porte-étendard de Lituanie (° inconnue).
- 1787 : Alphonse de Liguori, religieux et théologien italien, fondateur de la congrégation des Rédemptoristes (° 27 septembre 1696).
- 1796 : Robert Pigot, général et homme politique britannique (° 20 septembre 1720).
- 1798 : François Paul de Brueys d'Aigalliers, vice-amiral français mort lors de la bataille d’Aboukir (° 12 février 1753).

### XIXesiècle
- 1812 : Jacob Koulnev, général russe (° 6 août 1763).
- 1836 : James Madison, homme politique américain, secrétaire d'État de 1801 à 1808 et 4e président des États-Unis de 1809 à 1817 (° 16 mars 1751).
- 1840 : Karl Otfried Müller, archéologue et mythologue allemand (° 28 août 1797).
- 1863 : Jind Kaur, princesse sikh (° 1817).
- 1866 : John Ross, chef cherokee (° 3 octobre 1790).
- 1868 : Pierre-Julien Eymard, prêtre catholique français (° 4 février 1811).
- 1869 : Alexine Tinne, photographe et exploratrice néerlandaise (° 17 octobre 1835).
- 1878 : Hermann Lebert, médecin et naturaliste allemand (° 9 juin 1813).
- 1895 : Heinrich von Sybel, historien prussien (° 2 décembre 1817).
- 1900 : « Lagartijo » (Rafael Molina Sánchez dit), matador espagnol (° 27 novembre 1841).

### XXesiècle
- 1903 : Calamity Jane (Martha Jane Cannary dite), personnalité de la conquête de l'Ouest américaine (° 1er mai 1852).
- 1905 : Henrik Sjöberg, gymnaste et athlète de sprint de saut et de lancer suédois (° 20 janvier 1875).
- 1910 : Francis Birley, footballeur anglais (° 14 mars 1850).
- 1917 : Enric Prat de la Riba, homme politique et journaliste catalan (° 29 novembre 1870).
- 1919 : André Desthomas, journaliste français (° 6 janvier 2004).
- 1934 : Josef Bechyně, lutteur thèque (° 12 avril 1880).
- 1941 : Michael Murach, boxeur allemand (° 1er février 1911).
- 1942 :
  - Marie-Anne de Portugal, grand-duchesse de Luxembourg, épouse de Guillaume IV (° 13 juillet 1861).
  - Gérard Hirschfelder, prêtre catholique et résistant allemand (° 17 février 1907).
- 1943 : Lidia Litviak, as soviétique (° 18 août 1921).
- 1944 :
  - Manuel L. Quezon, président philippin (° 19 août 1878).
  - Albert Lautman, philosophe des mathématiques et résistant français (° 8 février 1908).
- 1947 : Ehrhardt Post, joueur d'échecs allemand (° 23 septembre 1881).
- 1950 : Humphrey Mitchell, homme politique canadien (° 9 septembre 1894).
- 1951 : Karel Heijting, footballeur néerlandais (° 1er mai 1883).
- 1959 : Jean Behra, pilote de moto puis de courses automobile français (° 16 février 1921).
- 1960 : Horace Bailey, footballeur anglais (° 3 juillet 1881).
- 1965 : Haldor Halderson, joueur de hockey sur glace canadien (° 6 janvier 1900).
- 1967 : Richard Kuhn, savant austro-allemand, prix Nobel de chimie en 1938 (° 3 décembre 1900).
- 1970 :
  - Frances Farmer, actrice américaine (° 19 septembre 1913).
  - Giuseppe Pizzardo, cardinal italien, doyen d’âge du Sacré-Collège (° 13 juillet 1877).
  - Otto Heinrich Warburg, médecin, physiologiste et biochimiste allemand, prix Nobel de physiologie ou médecine en 1931 (° 8 octobre 1883).
- 1971 : Henri Poitras, comédien québécois (° 1896).
- 1973 :
  - Gian Francesco Malipiero, compositeur italien (° 18 mars 1882).
  - Walter Ulbricht, homme politique est-allemand, président du Conseil d'État de la RDA de 1960 à sa mort (° 30 juin 1893).
- 1974 : Ildebrando Antoniutti, cardinal italien, délégué apostolique au Canada de 1939 à 1958, décédé accidentellement (° 3 août 1898).
- 1975 : Benoît Frachon, dirigeant syndicaliste, secrétaire général de la Confédération générale du travail de 1945 à 1967 (° 13 mai 1893).
- 1977 : Francis Gary Powers, militaire américain (° 17 août 1929).
- 1980 :
  - Patrick Depailler, pilote de F1 français (° 9 août 1944).
  - Strother Martin, acteur américain (° 26 mars 1919).
- 1985 : Jules Moch, homme politique français, plusieurs fois ministre (° 15 mars 1893).
- 1986 :
  - Carlo Confalonieri, prélat italien, doyen du Collège des cardinaux (° 25 juillet 1893).
  - Jeanne Humbert, militante anarchiste et pacifiste française (° 24 janvier 1890).
- 1987 : Pola Negri, actrice polonaise (° 3 janvier 1897).
- 1988 :
  - Louis-Jean-Frédéric Guyot, prélat français, cardinal-archevêque de Toulouse de 1966 à 1978 (° 7 juillet 1905).
  - Hélène Vallier, actrice française, sœur d'Odile Versois (° 2 février 1932).
- 1993 : Alfred Manessier, peintre français (° 5 décembre 1911).
- 1996 :
  - Frida Boccara (Danielle Frida Hélène Boccara dite), chanteuse française (° 29 octobre 1940).
  - Pierre Claverie, prélat français (° 8 mai 1938).
  - Tadeusz Reichstein, chimiste polonais (° 20 juillet 1897).
  - Lucille Teasdale-Corti, pédiatre et chirurgienne québécoise (° 30 janvier 1929).
  - Zulfiya (Zulfiya Isroilova dite), écrivaine ouzbek (° 14 mars 1915).
- 1997 : Sviatoslav Richter (Святослав Теофилович Рихтер), musicien russe (° 20 mars 1915).
- 1998 :
  - Eva Bartok, actrice britannique d’origine hongroise (° 18 juin 1927).
  - Florenci Clavé, dessinateur de bandes dessinées espagnol (° 26 mars 1936).
  - Herboné (René Bonnet dit), dessinateur et scénariste de bandes dessinées français (° 20 septembre 1905).
  - Josef Ludl, footballeur puis entraîneur tchécoslovaque puis tchèque (° 3 juin 1916).
- 1999 : Jean-Claude Lefebvre, basketteur français (° 14 juin 1937).
- 2000 : Benedetto Pola, cycliste sur piste italien (° 17 avril 1915).

### XXIesiècle
- 2001 : Mario Perazzolo, footballeur puis entraîneur italien (° 7 juin 1911).
- 2003 :
  - Guy Thys, footballeur puis entraîneur belge (° 6 décembre 1922).
  - Marie Trintignant, actrice française (° 21 janvier 1962).
- 2004 :
  - Philip Abelson, physicien américain (° 27 avril 1913).
  - Madeleine Robinson, actrice française (° 5 novembre 1917).
- 2005 :
  - Fahd ben Abdelaziz Al Saoud (فهد بن عبد العزيز آل سعود), roi d’Arabie saoudite de 1982 à sa mort (° 16 mars 1921).
  - Al Aronowitz, journaliste américain (° 20 mai 1928).
  - Jeannou Lacaze, général français, consultant militaire télévisuel pendant les crise et guerre du Golfe arabo-persique de 1990/1991 (° 11 février 1924).
  - Constant Nieuwenhuis, peintre néerlandais (° 21 juillet 1920).
- 2006 :
  - Vincent Dole, psychiatre et biochimiste américain (° 18 mai 1913).
  - Gabriel Kaspereit, homme politique français (° 21 juin 1919).
  - Jason Rhoades, plasticien américain (° 9 juillet 1965).
  - Bob Thaves, dessinateur américain de bandes dessinées (° 5 octobre 1924).
- 2007 :
  - Ryan Cox, cycliste sur route sud-africain (° 9 avril 1979).
  - Veikko Karvonen, athlète de fond finlandais (° 5 janvier 1926).
- 2009 :
  - Corazon Aquino, femme politique philippine, présidente des Philippines de 1986 à 1992 (° 25 janvier 1933).
  - François Baron-Renouard, peintre français (° 19 avril 1918).
  - Christian Dupeyron, journaliste français (° ? 1936);
  - Francis Jeanson, philosophe français (° 7 juillet 1922).
  - Naomi Sims, mannequin américain (° 30 mars 1948).
- 2010 : Éric Etcheverry, acteur français (° 2 mars 1959).
- 2011 : Emmanuel Poulle, archiviste et historien français académicien des inscriptions et belles-lettres (° 8 juin 1928).
- 2012 : Aldo Maldera, footballeur italien (° 14 octobre 1953).
- 2014 : Gert von Paczensky, journaliste et critique gastronomique allemand (° 21 août 1925).
- 2015 : Carl Apfel, co-entrepreneur américain de textile, cofondateur et dirigeant de Old World Weavers (° 4 août 1914).
- 2016 :
  - Anne de Bourbon-Parme, épouse de l'ancien roi Michel Ier de Roumanie (° 18 septembre 1923).
  - Raimundo Ongaro, syndicaliste argentin (° 13 février 1924).
- 2017 : Jérôme Golmard, joueur de tennis français (° 9 septembre 1973).
- 2018 : Mary Carlisle, actrice américaine, un temps doyenne des actrices américaines (° 3 février 1914).
- 2019 : Donn Alan Pennebaker, cinéaste, écrivain et peintre américain (° 15 juillet 1925).
- 2020 :
  - Alex Dupont, joueur puis entraîneur français de football (° 30 juin 1954).
  - Vitold Kreyer (Витольд Анатольевич Креер), athlète de triple-saut soviétique puis russe (° 12 octobre 1932).
  - Obsèques et incinération d'Olivia de Havilland en France où elle est décédée le 26 juillet précédent, actrice star hollywoodienne francophile devenue centenaire.
- 2021 : Guy Herbulot, évêque français émérite d'Évry-Corbeil-Essonnes (° 7 mars 1925).
- 2023 : Geneviève de Fontenay, organisatrice française de concours de beauté (° 30 août 1932).
- 2024 :
  - Jürgen Ahrend Orgelbau, facteur d'orgues et fabricant d'instruments de musique allemand (° 28 avril 1930).
  - Joyce Brabner, autrice de comics américaine (° 1er mars 1952).

## Célébrations

### Internationale
Organisation mondiale de la santé (OMS) : première journée internationale de la semaine mondiale de l’allaitement maternel.

### Nationales
- Angola (Union africaine) : fête des forces armées.
- Barbade, Bermudes, Guyana, Jamaïque et Trinité-et-Tobago : fête de leurs émancipations vis-à-vis de l'Angleterre.
- Bénin (Union africaine) : fête nationale commémorant son indépendance politique vis-à-vis de la France en 1960.
- Chine communiste : anniversaire de l’Armée populaire de libération.
- Colorado : fête de cet État fédéré des États-Unis d'Amérique du Nord.
- République démocratique du Congo (Union africaine) : fêtes des morts et des parents.Le 1er août est par exemple le jour de la fête nationale suisse

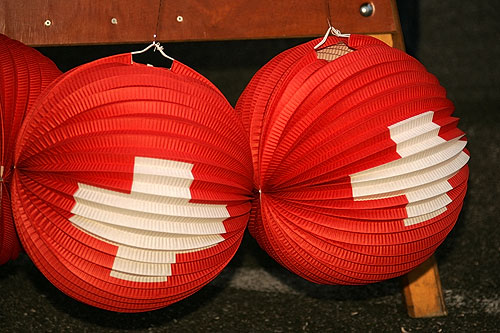
Le 1er août est par exemple le jour de la fête nationale suisse

- Gallésie d'Ille-et-Vilaine dans l'arrière-pays malouin (Bretagne romantique, France et Union européenne à zone euro) : fête nationale de libération d'une pseudo-nation micro inventée par un avocat parisien dans la commune de Saint-Thual sous le nom fantaisiste d'empire de Basse-Chesnaie.
- Liban : Eid al-Jaysh / « fête de l’armée ».
- Londres (Angleterre, Royaume-Uni de Grande-Bretagne et d'Ulster) : 1er jour d'un carnaval del Pueblo.
- Suisse (Europe) : fête nationale suisse commémorant l’alliance des cantons de Schwytz, d'Unterwald et d’Uri début août 1291 (comme précédemment, et illustration ci-contre).
- Yorkshire (Angleterre, Royaume-Uni de Grande-Bretagne et d'Ulster) : jour dudit comté du Yorkshire / Yorkshire Day.

### Religieuses
- Calendrier aztèque : début possible[7] (dès fin juillet, plus souvent à partir de mi-août voire fin août) de la fête aztèque du Xocotl Huetzi.
- Mythologie celtique : fête druidique de Lugnasad, équivalent néopaïen du Lammas Day des pays anglophones.
- Bahaïsme : fête de Kamál / كمال en arabe (perfection en français) et premier jour du septième mois du calendrier badí‘.
- Christianisme orthodoxe :
  - lecture de Hb. 11, 32(-40) et Mt. 5, 17(-24) du lectionnaire de Jérusalem.
  - Procession dite du bois vénérable de la croix.
- Catholicisme : fête de saint Pierre-aux-liens (jusqu'à la révision du calendrier romain général par le pape Jean XXIII en 1960, voir encore 29 juin).

### Saints des Églises chrétiennes

#### Saints catholiques et orthodoxes du jour
Référencés ci-après in fine :
- Les Maccabées († vers 166 av. J.-C.), les sept frères Abime ou Abim, Antonin ou Antoine, Gourias, Éléazar le jeune, Eusébon, Akhim et Marcel[réf. nécessaire] ainsi que leur mère et leur précepteur, le vieux scribe Éléazar l'ancien, tous martyrs sur l’ordre d’Antiochus IV Épiphane (voir 1er et 2d livres bibliques desdits Maccabées).
- Almeda (VIe siècle) -ou « Almedha », « Alma », « Eled » ou « Elevetha »-, martyre assassinée par son prétendant éconduit près de Brecon au pays de Galles.
- Arcade († vers 549), 22e évêque de Bourges en Berry.
- Elisa de Cythère († 375) -ou « Elesa »-, vierge, martyre assassinée sur l’île de Cythère par son propre père qui voulait la marier contre son gré.
- Æthelwold de Winchester († 984) -ou « Ethelwold », « Ethelwoldus », « Adelwold » ou « Adweil »-, moine bénédictin, évêque de Winchester en Angleterre.
- Exupère († 405) -ou « Spire » ou « Exuperius »-, premier évêque de Bayeux en Normandie.
- Félix et Romain († 304), martyrs à Gérone en Catalogne sous l'empereur romain Dioclétien (voir 12 février etc.).
- Friard et Secondel († entre 573 et 583) -ou « Sec’Hnall »-, ermites dans l’île de Vindunet (Besné) du diocèse de Nantes en Bretagne sud.
- Jonat († 695) -ou « Jonatus » ou « Donat »-, higoumène (abbé) d’un monastère à Marchiennes en Flandre romane (actuels département du Nord en Hauts de France).
- Justin de Paris († vers 303 ou Ve siècle), sans doute le même que Juste de Beauvais, enfant d’Auxerre en Bourgogne, martyr à Beauvais en Picardie sous l'empereur Dioclétien ; date locale à Paris, célébré ailleurs le 18 octobre[9].
- Léonce de Pergé († vers 300), avec ses compagnons Attios, Alexandre, Cindée, Mnisithée, Cyriaque, Minnaios, Caton, Eukléos, martyrs sous Dioclétien à Pergé en Pamphylie.
- Rioch († vers 480), neveu de saint Patrick et frère de saint Mel, fondateur et premier abbé d’Innisboffin en Irlande.
- Secondine († ?) -ou « Secundinus »-, sur la voie de Préneste, au trentième mille de la ville de Rome, avec Donatula, Secondola, Maxima, Justa, Manandrus, Profunus, Silvain et Donat, martyrs à Rome.
- Sever de Rustan († vers 502) -ou « Severus »-, grand propriétaire issu de famille noble, prêtre en Bigorre (Pyrénées).

#### Saints et bienheureux catholiques du jour
- Alexis Sobaszek (1895 - 1942), bienheureux, prêtre polonais, curé de la paroisse de Siedlemin, martyr des nazis à Dachau.
- Alphonse de Liguori (1696 - 1787), instigateur des missions populaires dans la région de Naples puis évêque de Nocera, fondateur des Rédemptoristes, confesseur et docteur de l'Église.
- Bienvenu († 1936), de son vrai nom Joseph de Miguel Arahal, bienheureux, prêtre du tiers-ordre franciscain, martyr pendant la guerre civile d'Espagne.
- Dominique Nguyên Van Hanhnt et Bernard Vû Van Duê († 1838), prêtres et martyrs décapités à Nam Dinh au Tonkin (nord du Vietnam contemporain) sous l’empereur Minh Mang.
- Émeric de Quart († 1313) -ou « Aymeric »-, bienheureux, évêque d’Aoste dans les Alpes.
- Jean de Rieti (vers 1318 - vers 1347) -ou « Giovanni Bufalari da Rieti »-, ermite de Saint-Augustin.
- Marie-Stella du Saint Sacrement (1888 - 1943) (Adelaïde Mardosewicz), avec ses dix compagnes[10], religieuses d'une Congrégation des Sœurs de la Sainte Famille de Nazareth, martyres de la prison de Nowogródek en Pologne (aujourd’hui Navahroudak en Biélorussie).
- Pierre-Julien Eymard (1811 - 1868), prêtre à La Mure dans l’actuelle Isère, qui fonda en 1856 à Paris la Congrégation du Saint-Sacrement, célébré aussi localement le 2 août[11].
- Thomas Welbourne († 1605), bienheureux, né dans le Yorkshire en Angleterre, maître d’école, martyr en Angleterre.

#### Saints orthodoxes?
Outre les saints œcuméniques voire pré-schismatiques ci-avant, aux dates parfois "juliennes" / orientales ... 

### Prénoms du jour
Bonne fête aux Alphonse et ses variantes voire dérivés : Affonso, Al, Alf, Alfie, Alfio, Alfonso, Alfonsus, Alford, Alonso, Alphonse-Marie, Alphonsie, Alphonsine, Anfos, Anfous, Foncho, Fons, Fonzie, Fonzy, Fonzo, Phauns, Phons, Fonfonse, Phomphonse, etc.
Et aussi aux :
- Alma et ses variantes : Allma, Almah, Almeda.
- Éléazar et ses variantes : Éléas, Élazar, Éléazaro, Eli, Éliazar, Éliézer, etc. Elzévir ?
- Fransez et ses variantes et diminutifs autant bretons : Franseza, Sez, Sezig, Soa, Soaig, Soig, Soazig, Soizig, Fañch, Fanch, Yann-Fañch (cf. 4 octobre, 3 décembre, 22 décembre, 24 janvier, 9 mars etc.), etc.

## Traditions et superstitions

### Dictons
- « À saint-Pierre plante tes aulx, à saint-Pierre lie tes aulx, à saint-Pierre arrache tes aulx. »[12] ;

- « Lorsqu’il pleut au premier août, les noisettes sont piquées de poux »,
- « Quand il pleut à "la Pierre-aux-liens", il n’y aura pas de regain. »,
- « S’il pleut à la saint-Pierre-ès-Liens, les noisettes ne vaudront rien »,
- « S’il pleut au premier août, pas de regain du tout »,
- « S’il pleut le jour de la saint-Pierre, la vinée réduit du tiers. »[13]
- « Sil pleut un premier août, pas de grains du tout. » (dicton normand)

- « Qui se marie un premier août, la corde il se met au cou. »[14]

- « Il faut cueillir les choux, l’un des trois premiers jours d’août. » (voir aussi 2 et 3 août)

### Astrologie
Signe du zodiaque : dixième jour du signe astrologique du lion.

## Toponymie
Les noms de plusieurs voies, places, sites ou édifices de pays ou provinces francophones contiennent cette date dans leur nom avec diverses graphies : voir Premier-Août .